# Марко Д'Альтруї
Марко Д'Альтруї (італ. Marco D'Altrui, 25 квітня 1964) — італійський ватерполіст.
Олімпійський чемпіон 1992 року, учасник 1984, 1988 років.
Чемпіон світу з водних видів спорту 1994 року, срібний призер 1986 року.
Чемпіон Європи з водного поло 1993 року, бронзовий призер 1987, 1989 років. Син італійського ватерполіста, олімпійського чемпіона 1960 року Джузеппе Д'Альтруї.